# 恐怖直播
《恐怖直播》（韓語：더 테러 라이브）是2013年上映的韩国惊悚片，金秉祐执导的第三部長片，是其首部的商業電影。

## 劇情簡介
尹榮華曾是一位頂尖的新聞主播，但因為一起令人不愉快的事件而被降職。他被調離黃金時段的電視新聞，最近又離了婚，如今他成了一個對現況節目感到厭倦和痛恨的廣播主持人。有一天，在他主持早間節目時，尹榮華接到一通奇怪的電話，威脅要炸毀連接麻浦區和汝矣島(首爾主要商業和投資銀行區)的重要橋樑——麻浦大橋；這座橋就在尹榮華錄音室大樓外。起初，尹榮華認為這是一個玩笑或惡作劇電話，便告訴恐怖分子儘管去做。接著，他震驚地看到來電者果然實現了威脅，引爆了炸藥，導致麻浦大橋坍塌，造成無辜民眾死亡，其他人被困。
尹榮華意識到，這可能是他重返新聞主播生涯的千載難逢的機會。他故意不報警，而是在自己的廣播電台設立了一個臨時電視演播室，並與他的前老闆——唯利是圖、以收視率為至上的新聞製作人車台恩協商，車台恩為了在炸彈襲擊報導中擊敗其他電視台，可以不擇手段。然後，尹榮華與恐怖分子達成了一項危險的協議，當著全國觀眾的面，以現場直播、實時報導的方式，獨家播出他們之間的電話對話。
新聞編輯室陷入一片混亂，尹榮華、車台恩、警方、其他廣播公司和青瓦台都在利用這起恐怖襲擊來達到自己的目的。唯一的例外是尹榮華的前妻，一位自願在恐怖襲擊現場報導的記者。隨著直播節目的進行，尹榮華逐漸意識到，自己對局勢的掌控力有多麼微弱。恐怖分子自稱是一名50多歲的建築工人，在一場毫無意義的工業事故中失去了三名同事，當時他們正在維修這座大橋。他說，遇難者家屬沒有得到賠償，並要求總統就同事的死公開道歉。恐怖分子挾持了大橋上留下的幾名人質，威脅要進行第二次爆炸。他還單獨向尹榮華透露，在主播的耳機裡放了一顆炸彈，如果總統不道歉，炸彈就會在直播中爆炸。
當榮華拼命想讓總統道歉時，恐怖分子決定引爆橋上的炸藥，橋上有無辜的平民和榮華的前妻。榮華立刻悲痛欲絕，後悔不已，他仔細思索，如果他沒有被腐敗蒙蔽了雙眼，本可以做些什麼來拯救他的前妻和被困在那裡的平民。車台恩拋棄了榮華，讓他獨自承擔責任，據說恐怖分子已經在SNC新聞大樓對面的一棟未完工建築裡被發現了。接著，恐怖分子打電話給榮華，告訴他要炸毀那棟大樓，但榮華來不及警告警方不要逮捕他。最後，未完工的大樓爆炸了，朝SNC新聞大樓的方向略微傾斜，廣播錄音室被毀，其他工作人員因為榮華耳朵裡的炸彈而沒有帶他一起疏散。然後，一盞掉落的燈砸中了他，他昏了過去。
醒來時，他發現自己在一間空蕩蕩的辦公室裡。稍後他接到恐怖分子的電話，在告訴他耳機裡的炸彈是假的後，給了他五分鐘時間得到總統的道歉，大概是想逼榮華加快行動。接著，榮華發現恐怖分子是從SNC新聞大樓的倉庫打來的電話。他設下了一個陷阱，假裝用臨時搭建的設備進行直播，成功地恐嚇恐怖分子上到錄音室，在那裡，他的臉被直播出去，榮華猛撲向他。兩個人展開了一場激烈的搏鬥，恐怖分子從大樓邊緣摔了下去，只抓住了電纜和引爆器。這時榮華意識到，恐怖分子其實是朴信宇，他冒用了父親的名字，試圖以父親的名義為不公平的狗一般的生活討個道歉。榮華的良心發作了，他最後請求信宇抓住他的手，放下引爆器，懇求他不要像他父親那樣不光彩地死去。不幸的是，信宇被警方狙擊手擊中，韓國總統在電視上現場宣布在這場「反恐戰爭」中取得了勝利。接著，榮華聽到警察來了，意識到警方也會以「與恐怖分子合作」的罪名殺死他，也從新聞畫面看到前妻已在橋梁倒塌中喪生，心灰意冷的他決定引爆炸藥。SNC大樓隨即傾斜，直接倒在國會大廈的上方，國會就在那裡開會，總統大概正在那裡發表聲明。榮華無言地表示，既然總統不願道歉，那就讓他和整個國會跟自己同歸於盡。

## 演員陣容
- 河正宇 飾 尹榮華（台灣配音：宋克軍〈東森、緯來版本〉）

原新聞主播、後調職廣播電台主播。
- 李璟榮 飾 車台恩（台灣配音：康殿宏〈東森版本〉、吳文民〈緯來版本〉）

新聞局長。
- 田慧振 飾 朴貞敏（台灣配音：馮友薇〈東森、緯來版本〉）

反恐中心組長。
- 李大衛 飾 朴晨佑（聲音演出 金大明）（台灣配音：胡鎮璽〈東森版本〉、李世揚〈緯來版本〉）

恐怖攻擊犯人。
- 金素珍 飾 李智秀（台灣配音：楊凱凱〈緯來版本〉）

記者，尹榮華的前妻。
- 金洪發 飾 周津哲（台灣配音：吳文民〈緯來版本〉）

警察廳長。
- 金海仁 飾 盧賢真（台灣配音：詹雅菁〈緯來版本〉）

播音員。
- 韓成天 飾 鄭製作（台灣配音：宋昱璁〈緯來版本〉）

廣播電台節目製作人。
- 崔鎮鎬 飾 李相鎮（台灣配音：李世揚〈東森版本〉、宋昱璁〈緯來版本〉）

播音員。

## 票房
與大製作《末日列車》同期上映的情況下，6天觀影人數超過200萬，突破損益平衡點，總觀影人數將近558萬。

## 翻拍
- 《爆炸新聞》，2021年印地語驚悚片。由卡提克·亞利安主演。
- 《犯罪直播》，2025年4月日本驚悚片。由阿部寬主演，但日版劇情有大幅改編，並添加日版原創情節。

## 音樂
- 片尾曲：Casker《ALIVE》

## 獲獎
- 2013年 第22屆釜日電影獎
  - 新人導演獎（金秉祐）
  - 劇本獎（金秉祐）
- 2013年 第18屆釜山國際電影節亞洲明星獎
  - 導演獎（金秉祐）
- 2013年 第34届青龙电影奖
  - 新人导演獎（金秉祐）
- 2014年 第5屆年度電影獎
  - 年度發現獎（金秉祐）